# Igor' Švarc
Igor' Vladimirovič Švarc (in russo Игорь Владимирович Шварц?; Mosca, 16 giugno 1963) è un ex pentatleta sovietico.

## Palmarès
In carriera ha conseguito i seguenti risultati:
- Mondiali:

Melbourne 1985: oro nel pentathlon moderno a squadre.
Melbourne 1985: bronzo nel pentathlon moderno individuale.
Moulins 1987: argento nel pentathlon moderno a squadre.